# Itagüí
Itagüí ist eine Gemeinde (municipio) im kolumbianischen Departamento Antioquia. Sie grenzt südwestlich an Medellín, die Hauptstadt Antioquias, und gehört zur Metropolregion Valle de Aburrá. Itagüí ist eine der Gemeinden Kolumbiens mit dem höchsten Industrialisierungsgrad.

## Geographie
Itagüí liegt auf einer Höhe von ungefähr 1550 m ü. NN in der Subregion Valle de Aburrá und hat eine Jahresdurchschnittstemperatur zwischen 21 und 26 °C. An die Stadt grenzen im Norden Medellín, im Osten Envigado und Medellín, im Westen La Estrella und Medellín und im Süden Envigado, Sabaneta und La Estrella.

## Bevölkerung
Die Gemeinde Itagüí hat 299.098 Einwohner, von denen 274.987 im städtischen Teil (cabecera municipal) der Gemeinde leben. In der Metropolregion Valle de Aburrá leben insgesamt 4.173.692 Menschen (Stand: 2022).

## Geschichte
Itagüí wurde 1743 mit der Errichtung der ersten Kirche gegründet. Ein größeres Wachstum erfuhr der Ort aber erst im 19. Jahrhundert mit der Gründung der ersten privaten Schule 1832, der ersten öffentlichen Schule 1871 und dem Bau eines Friedhofs 1870.

## Wirtschaft
Der wichtigste Wirtschaftszweig in Itagüí ist die Industrie. Es gibt Textil-, chemische und metallverarbeitende Industrie.

## Verkehr
Itagüí ist angeschlossen an das Metronetz Medellíns.

## Sport
In Itagüí war bis 2014 der Fußballverein Itagüí FC ansässig, der 2010 in die kolumbianische erste Liga aufgestiegen ist. Der Verein trug seine Heimspiele im Estadio Metropolitano Ciudad de Itagüí aus. Seit 2016 ist der Zweitligist Leones FC in Itagüí ansässig. Itagüí war ein Austragungsort verschiedener Wettkämpfe der Südamerikaspiele, die 2010 in Medellín veranstaltet wurden, darunter die Handballturniere.

## Persönlichkeiten
- Carlos Cuartas (1940–2011), Schachspieler
- Carlos Jaramillo (* 1961), Radrennfahrer
- Kevin Castaño (* 1999), Fußballspieler